# Torneo de Dubái 2019
El Dubai Tennis Championships 2019 fue un evento de tenis del ATP Tour 2019 en la serie ATP 500 y del WTA Tour 2019 en la serie WTA Premier 5. Se disputó en Dubái, Emiratos Árabes Unidos del 17 al 23 de febrero para las mujeres y del 25 de febrero al 2 de marzo para los hombres.

## Distribución de puntos
| Modalidad            | Campeón | Finalista | Semifinales | Cuartos de final | 2.ª ronda | 1.ª ronda | Clasificados | 2.ª ronda de clasificación | 1.ª ronda de clasificación |
| Individual masculino | 500     | 330       | 200         | 100              | 50        | 0         | 25           | 13                         | 0                          |
| Dobles masculino     | 500     | 300       | 180         | 90               | –         | –         | 45           | 25                         | 0                          |

| Evento               | G   | F   | SF  | CF  | R16 | R32 | R64 | C  | C2 | C1 |
| Individuale femenino | 900 | 585 | 350 | 190 | 105 | 60  | 1   | 30 | 20 | 1  |
| Dobles femenino      | 900 | 585 | 350 | 190 | 105 | 1   | —   | —  | —  | —  |

## Cabezas de serie

### Individuales masculinos
| Tenista            | Ranking | Preclasificado |
| Kei Nishikori      | 6       | 1              |
| Roger Federer      | 7       | 2              |
| Marin Čilić        | 10      | 3              |
| Karen Jachanov     | 11      | 4              |
| Stefanos Tsitsipas | 12      | 5              |
| Borna Ćorić        | 13      | 6              |
| Milos Raonic       | 14      | 7              |
| Daniil Medvédev    | 15      | 8              |

- Ranking del 18 de febrero de 2019.[3]

### Dobles masculinos
| Tenista                     | Ranking | Preclasificado |
| Oliver Marach Mate Pavić    | 16      | 1              |
| Raven Klaasen Michael Venus | 26      | 2              |
| Henri Kontinen John Peers   | 35      | 3              |
| Rajeev Ram Joe Salisbury    | 45      | 4              |

- Ranking del 18 de febrero de 2019.

### Individuales femeninos
| Tenista              | Ranking | Preclasificada |
| Naomi Osaka          | 1       | 1              |
| Simona Halep         | 2       | 2              |
| Petra Kvitová        | 3       | 3              |
| Karolína Plíšková    | 5       | 4              |
| Angelique Kerber     | 6       | 5              |
| Elina Svitolina      | 7       | 6              |
| Kiki Bertens         | 8       | 7              |
| Aryna Sabalenka      | 9       | 8              |
| Caroline Wozniacki   | 10      | 9              |
| Anastasija Sevastova | 12      | 10             |
| Daria Kasátkina      | 14      | 11             |
| Garbiñe Muguruza     | 15      | 12             |
| Julia Goerges        | 16      | 13             |
| Caroline Garcia      | 19      | 14             |
| Anett Kontaveit      | 20      | 15             |
| Elise Mertens        | 21      | 16             |

- Ranking del 11 de febrero de 2019.[4]

### Dobles femeninos
| Tenista                             | Ranking | Preclasificada |
| Tímea Babos Kristina Mladenovic     | 6       | 1              |
| Nicole Melichar Květa Peschke       | 24      | 2              |
| Su-Wei Hsieh Barbora Strýcová       | 27      | 3              |
| Gabriela Dabrowski Xu Yifan         | 28      | 4              |
| Samantha Stosur Shuai Zhang         | 33      | 5              |
| Jeļena Ostapenko Kateřina Siniaková | 38      | 6              |
| Lucie Hradecká Yekaterina Makarova  | 39      | 7              |
| Anna-Lena Grönefeld Demi Schuurs    | 40      | 8              |
| Hao-Ching Chan Yung-Jan Chan        | 41      | 9              |

- Ranking del 11 de febrero de 2019.

## Campeones

### Individual masculino
Roger Federer venció a  Stefanos Tsitsipas por 6-4, 6-4

### Individual femenino
Belinda Bencic venció a  Petra Kvitová por 6-3, 1-6, 6-2

### Dobles masculino
Rajeev Ram /  Joe Salisbury vencieron a  Ben McLachlan /  Jan-Lennard Struff por 7-6(7-4), 6-3

### Dobles femenino
Su-Wei Hsieh /  Barbora Strýcová vencieron a  Lucie Hradecká /  Yekaterina Makarova por 6-4, 6-4